# Великобурлуцький краєзнавчий музей
Великобурлуцький краєзнавчий музей — музей Харківської області, заснований у 1967 році. Експозиція знайомить з історією селища Великий Бурлук.

## Історія музею
Великобурлуцький краєзнавчий музей заснований у 1967 році. Експонати розповідають  про історію, культуру, заняття жителів регіону протягом століть. Спочатку перебував в одній з кімнат місцевого Будинку піонерів. Окреме приміщення за адресою: вул. Центральна, 35, смт. Великий Бурлук, Харківська область музей отримав у 1982 році. Від 1991 року – народний музей. Наразі підпорядкований відділу культури Великобурлуцької райдержадміністрації.У музеї проходять тематичні та оглядові екскурсії, уроки народознавства, лекції, бесіди, зустрічі з цікавими людьми. 

## Опис музею
Великобурлуцький краєзнавчий музей знаходиться в селищі Великий Бурлук. Має два підрозділи: експозиційний та фондовий. До експозиційного підрозділу входить п’ять виставкових залів, в яких представлено експонати, що розкривають історію бурлуцького краю. У архівному фондовому підрозділі зібрано писемні, речові та інші матеріали, в яких йдеться про видатних жителів району та історію селища Великий Бурлук. Фотодокументи  висвітлюють історію та сьогодення. У його фондах понад три  тисячі експонатів, розміщених у 5 залах. Серед них – фото будинку Захаржевських–Задонських, де (за версією деяких істориків) 1919 року А. Ізенбек знайшов Велесову книгу; фрагменти пам’ятника, встановленого 1913 році у Великому Бурлуці до 300-річчя династії Романових (знищений у 1917 році); церк. дзвони, виготовлені в Україні та Росії; дерев’яна соха 17 століття тощо. Зібрані тут і селянські знаряддя праці, і вироби ремісників: вишиванки, рушники. Частина експонатів присвячена Григорію Сковороді, який неодноразово бував у цих краях. Зібрано чимало документів, що розповідають про події Другої світової війни і героїв того часу. Значне місце займають рушники з домотканого полотна, діючий ткацький верстат, який майже два століття поспіль слугував селянам. 